# Bessières (métro de Lausanne)
Pour les articles homonymes, voir Bessières.
Bessières est une station de métro de la ligne M2 du métro de Lausanne, située au niveau des ponts Bessières et Saint-Martin dans le quartier Centre, à Lausanne, capitale du canton de Vaud. Elle dessert notamment la vieille-ville et à proximité, de l'autre côté du pont, on retrouve la cathédrale et le musée historique de Lausanne.
Mise en service en 2008, elle a été conçue par le cabinet d'architecture Architram avec le Groupement d'ingénieurs Gemel.
C'est une station, équipée d'ascenseurs, qui est accessible aux personnes à mobilité réduite.

## Situation sur le réseau
Établie à 500 mètres d'altitude, la station Bessières est établie, dans les fondations du pont éponyme, au point kilométrique (PK) 2,348 de la ligne M2 du métro de Lausanne, entre les stations Riponne - Maurice Béjart (direction Ouchy-Olympique) et Ours (direction Croisettes).

## Histoire
Comme toute la partie nord de la ligne, les travaux de construction de la station débutent en 2004 et elle est mise en service le 27 octobre 2008, lors de l'ouverture à l'exploitation de la ligne M2. Son nom a pour origine le pont Bessières, dont sa culée Est a vu la station y être implantée. Elle est réalisée par le cabinet d'architecture Architram avec le Groupement d'ingénieurs Gemel, qui ont dessiné une station sur deux niveaux, un niveau inférieur permettant son accès depuis la rue Centrale, et semi-enterrée car la partie est de la station est placée en dehors de la culée du pont, cette partie Est étant partiellement à ciel ouvert.
En 2012, elle était la huitième station la plus fréquentée de la ligne, avec 1,297 million de voyageurs ayant transité par la station.

## Service des voyageurs

### Accès et accueil
La station est construite dans la culée Est du pont Bessières et est accessible depuis ce pont par cinq ascenseurs, deux batteries de deux de chaque côté de la chaussée plus un cinquième à part communiquant avec les escaliers donnant aux deux autres accès, ceux depuis la rue Centrale et la rue Saint-Martin (Route H1) de part et d'autre du pont. Un couloir sous les voies permet de passer d'un quai à l'autre et de communiquer avec les accès inférieurs. Cette configuration ne nécessite pas d'escaliers mécaniques et lui permet d'être accessible aux personnes à mobilité réduite. Elle dispose de deux quais, équipés de portes palières, encadrant les deux voies.

### Desserte
La station Bessières est desservie tous les jours de la semaine, la ligne fonctionnant de 5 h 15 à 0 h 45 du matin (1 h du matin les vendredis et samedis soir) environ, par l'ensemble des circulations qui parcourent la ligne, en intégralité ou de Lausanne-Gare à Sallaz uniquement. Les fréquences varient entre 2,5 et 7,5 minutes selon le jour de la semaine,. La station est fermée en dehors des heures de service de la ligne.

### Intermodalité
Des correspondances sont possibles avec les lignes de trolleybus et de bus des TL 6, 7, 16, 22 et 60.